# Лахдж
Лахдж (інакше Лахідж або Лахедж) (араб. لحج) - місто в Ємені. Адміністративний центр однойменної мухафази.

## Історія
У 1728-1967 рр. місто було столицею однойменного єменського султанату Лахедж.

## Географія
Розташоване на південному заході країни, за 45 км на північ від Адена. Місто знаходиться на прибережній рівнині Аденської затоки, на ваді Тіббану.

## Економіка
Околиці міста - важливий сільськогосподарський регіон Ємену. Через Лахдж проходить дорога, що зв'язує Аден з містами на півночі країни.

## Населення
Населення за даними перепису 2004 року становить 25 881 осіб .